# Kari Kuivalainen
Kari Kuivalainen (Helsinki, 14 novembre 1960) è un cantante finlandese.
Ha rappresentato la Finlandia all'Eurovision Song Contest 1986 con il brano Päivä kahden ihmisen (Never the End).

## Carriera
Prima di salire alla ribalta come cantante, Kari Kuivalainen scriveva principalmente canzoni per altri artisti, fra cui Haaveissa vainko oot mun? di Riki Sorsa, secondo posto alla selezione eurovisiva finlandese del 1985. L'anno successivo il cantante ha partecipato come cantante al programma di selezione del rappresentante finlandese all'Eurovision Song Contest, ed è stato scelto come vincitore con il suo inedito Päivä kahden ihmisen (Never the End), che aveva originariamente scritto per Kaija Koo. Ha quindi preso parte alla finale eurovisiva a Bergen, dove si è piazzato al 15º su 20 partecipanti con 22 punti totalizzati.

## Discografia

### Album
- 1985 – Tavallinen elämä
- 2006 – Tänään (con Arto Vilkko)
- 2019 – Tanssikengät jalkaan

### EP
- 1985 – Tavallinen elämä

### Singoli
- 1985 – Laiva
- 1985 – Kontti täynnä toivoa
- 1985 – Tavallinen elämä/Yö keinui pois
- 1986 – Päivä kahden ihmisen (Never the End)
- 1987 – Toisinpäin/Tänä aamuna
- 1992 – Sääliä vaan